# Drei Tage von De Panne 2008
Die 32. Drei Tage von De Panne sind ein Rad-Etappenrennen, dass vom 1. bis 3. April 2008 stattfand. Es wurde in zwei Etappen, einer Halbetappe und einem kurzen Einzelzeitfahren über eine Distanz von insgesamt 552,7 Kilometern ausgetragen. Das Rennen ist Teil der UCI Europe Tour 2008 und dort in die höchste Kategorie 2.HC eingestuft. Auf den beiden ersten Etappen standen große Teile des Streckenprogramms der am 6. April folgenden Flandern-Rundfahrt auf dem Programm.

## Etappen
| Etappe     | Tag      | Start – Ziel              | km   | Etappensieger     | Führender         |
| ---------- | -------- | ------------------------- | ---- | ----------------- | ----------------- |
| 1. Etappe  | 1. April | Middelkerke – Zottegem    | 192  | Enrico Gasparotto | Enrico Gasparotto |
| 2. Etappe  | 2. April | Zottegem – Koksijde       | 228  | Mark Cavendish    | Enrico Gasparotto |
| 3a. Etappe | 3. April | De Panne – De Panne       | 119  | Mark Cavendish    | Enrico Gasparotto |
| 3b. Etappe | 3. April | De Panne – De Panne (EZF) | 13,7 | Joost Posthuma    | Joost Posthuma    |